# Informix
Informix – rodzina produktów systemów zarządzania bazami danych (SZBD) firmy IBM. Informix jest oferowany jako sztandarowy serwer dla przetwarzania transakcyjnego (OLTP), jak i rozwiązań zintegrowanych. IBM nabył technologię Informix w 2001 od Informix Software.

## Historia

### 1980: Wczesna historia
Roger Sippl i Laura King pracowali w firmie Cromemco, która zajmowała się wczesnymi systemami S-100/CP/M. Tam opracowali małą relacyjną bazę typu ISAM w ramach pakietu oprogramowania do tworzenia raportów.
Sippl i King opuścili Cromemco by założyć Relational Database Systems (RDS) w roku 1980. Ich pierwszy produkt, Marathon, był w zasadzie 16-bitową wersją ich wcześniejszej pracy, przeznaczoną dla systemu operacyjnego Onyx, będącego wersją Uniksa dla rodziny mikroprocesorów ZiLOG.
Będąc w RDS zwrócili swoją uwagę na wschodzący rynek SZBD i wydali swój własny produkt pod nazwą Informix (INFORMation on unIX) w roku 1981. Zawierał on swój własny język Informer. Zawierał on generator raportów ACE, używany do wyciągania danych z bazy i prezentowania ich w prosty sposób użytkownikom. Posiadał także narzędzie do tworzenia formatek ekranowych PERFORM, które pozwalało użytkownikom na interaktywne wyszukiwanie i modyfikowanie danych w bazie. Ostatnią wersją tego produktu była 3.30 wydana w roku 1986.
W roku 1985, wprowadzili nowy oparty na SQL-u język zapytań jako część INFORMIX-SQL (lub też ISQL) wersja 1.10 (wersja 1.00 nie była nigdy wydana). Produkt ten zawierał również SQL-ową odmianę ACE i PERFORM. Najbardziej znaczącą różnicą pomiędzy ISQL i wcześniejszym produktem Informix było wydzielenie kodu dostępu do bazy danych do procesu silnika bazy danych (sqlexec), a nie zawieranie go bezpośrednio po stronie klienta bazy danych – ustanawiając w ten sposób platformę dla przetwarzania klient-serwer z bazą danych uruchomioną na wydzielonej maszynie, innej niż maszyna użytkownika. Zastosowana technologia niskopoziomowego dostępu do danych ISAM została nazwana C-ISAM.
We wczesnych latach 80. Informix pozostawał niewielkim graczem, ale w miarę jak w połowie lat 80. rosłą popularność Uniksa i SQL-a zaczęło się to zmieniać. W 1986 stał się wystarczająco duży, żeby pomyślnie zadebiutować na giełdzie w publicznej ofercie, zmieniając przy tym nazwę na Informix Software. Lista produktów obejmowała INFORMIX-SQL wersja 2.00 i INFORMIX-4GL 1.00, oba zawierające zarówno motor bazy danych, jak i narzędzia klienckie (I4GL dla programistów, ISQL dla nie programistów).
Wydano kilka kolejnych wersji, w tym nowy motor zapytań do bazy, nazywany początkowo INFORMIX-Turbo. Turbo wykorzystywało nową bibliotekę RSAM, mającą znaczną przewagę wydajnościową nad poprzednią C-ISAM w środowiskach wieloużytkownikowych. Wraz z wydaniem wersji 4.00 w 1989, Turbo został przemianowany na ‘INFORMIX-OnLine’ (w dużej części dlatego, że pozwalał wykonywać spójną kopię bezpieczeństwa bazy w trybie online podczas gdy użytkownicy mogli dalej modyfikować swoje dane), natomiast oryginalny serwer bazujący na C-ISAM (odmiana ISAM) został oddzielony od narzędzi (ISQL i I4GL) i nazwany INFORMIX-SE (ang. Standard Engine – standardowy motor bazy). Wersja 5.00 Informix OnLine została wydana pod koniec 1990, i zawierała pełne wsparcie dla transakcji rozproszonych z protokołem dwufazowego zatwierdzania i procedurami przechowywanymi w bazie (ang. stored procedures). Wraz z wersją 5.01 dodano wsparcie dla wyzwalaczy baz danych (ang. triggers).

### 1988: Akwizycja firmy Innovative Software
W 1988, Informix zakupił firmę Innovative Software, która stworzyła dla DOS i Uniksa system biurowy o nazwie SmartWare oraz WingZ, innowacyjny arkusz kalkulacyjny dla Apple Macintosh.
WingZ zapewniał graficzny interfejs użytkownika, umożliwiał pracę z bardzo dużymi arkuszami danych oraz programowanie w języku HyperScript, podobnym do HyperCard. Oryginalne wydanie okazało się być wielkim sukcesem, stając się numerem dwa wśród arkuszy kalkulacyjnych za Microsoft Excel, chociaż wielu użytkowników WingZ uważało go za najlepszy produkt. W 1990 zaczęły się pojawiać wersje WingZ dla wielu innych platform, głównie wariantów Uniksa. W tym czasie wiele instytucji finansowych rozpoczęło inwestycje w uniksowe stacje robocze w celu zwiększenia możliwości przetwarzania dużych modeli finansowych. Przez pewien czas Wingz pomyślnie zajmował tę niszę na rynku.
Pomimo to brakowało zasobów do marketingu i rozwijania aplikacji, być może ze względu na ogólne niezrozumienie rynku nie-serwerowego. We wczesnych latach 90. WingZ stał się niekonkurencyjny, aż w końcu Informix sprzedał go w 1995. Informix sprzedał licencję firmie Claris, która połączyła go ze zmodernizowanym GUI jako Claris Resolve.

### 1994: Dynamiczna Skalowalna Architektura
Wraz z porażką produktów do automatyzacji biura, Informix ponownie skupił się na rosnącym rynku serwerów baz danych. W 1994 przy współpracy z Sequent Computer Systems, Informix wydał wersję 6.00 swojego serwera baz danych, zawierającą nową architekturę DSA (ang. Dynamic Scalable Architecture – Dynamiczna Skalowalna Architektura).
DSA związana była z przepisaniem od nowa dużej części jądra motoru produktu, wspierając zrównoleglenie zarówno poziome, jak i pionowe. Była ona oparta na wielowątkowym rdzeniu dedykowanemu dla dobrej obsługi systemów wieloprocesowości symetrycznej, której Sequent był pionierem, przed takimi dostawcami jak Sun Microsystems i Hewlett-Packard. Obydwie formy zrównoleglenia spowodowały, że produkt znalazł się na rynku w czołówce systemów skalowalnych, zarówno dla OLTP, jak i hurtowni danych.
Obecnie znany pod nazwą Informix Dynamic Server (przez krótki okres znany jako Obsidian, a potem znów jako Informix OnLine Dynamic Server), w wersji 7 został udostępniony na rynku w 1994, właśnie kiedy systemy SMP zaczynały być popularne, a Unix w szczególności zaczął być traktowany jako system z wyboru dla serwerów. Wersja 7 wyprzedzała konkurencję o całą generację, stale wygrywając w testach wydajnościowych. W wyniku tego sukcesu Informix w 1997 wspiął się na drugą pozycję w świecie baz danych, spychając z niej Sybase z zadziwiającą łatwością.
Opierając się na sukcesie wersji 7, Informix podzielił rozwój silnika bazy na dwie linie produktowe. Pierwsza z nich, znana na początku pod nazwą XMP (od ang.eXtended Multi-Processing – rozszerzona wieloprocesowość), stała się wersją 8, znaną także jako XPS (od ang. eXtended Parallel Server – rozszerzony serwer równoległy). Ta linia rozwojowa skupiła się na rozszerzeniach dla hurtowni danych i obsłudze zrównoleglenia na platformach wysokiej klasy, włączając w to platformy typu shared-nothing takie jak RS-6000/SP firmy IBM.

### 1995: Akwizycja firmy Illustra
Drugi kierunek rozwoju, po zakupie firmy Illustra w 1995 koncentrował się na technologii obiektowo-relacyjnej (O-R). Illustra, napisana przez byłych członków zespołu tworzącego bazę Postgres i kierowana przez pioniera baz danych Michaela Stonebrakera, zawierała różne cechy umożliwiające jej zwracać gotowe obiekty bezpośrednio z bazy, która to cecha w wielu przypadkach może znacząco skrócić czas programowania. Illustra zawierała również możliwość podłączania zewnętrznych modułów użytkownika znanych jako DataBlades, które pozwalały na dodawanie nowych typów danych i funkcji do serwera bazodanowego. Było to rozwiązaniem dla wielu kłopotliwych dla SQL-a problemów, takich jak szeregi czasowe, dane geoprzestrzenne i multimedialne. Informix zintegrował mapowanie obiektowo-relacyjne oraz DataBlades z firmy Illustra z wersją 7.x produktu OnLine, w wyniku czego powstał Informix Universal Server (IUS), lub też ogólnie wersja 9.
Obydwie nowe wersje, 8 (XPS) i 9 (IUS), pojawiły się na rynku w 1996, czyniąc z Informixa pierwszą z „wielkiej trójki” firm bazodanowych (pozostałe dwie to Oracle i Sybase), która oferowała wbudowane wsparcie obiektowo-relacyjne. Komentatorzy zwrócili szczególną uwagę na DataBlades, które wkrótce stały się bardzo liczne: dziesiątki pojawiły się w ciągu roku, przeniesione do nowej architektury dzięki współpracy z Illustra. To tak wstrząsnęło innymi dostawcami, że Oracle „przeszczepił” pakiet ze wsparciem dla szeregów czasowych do swojego produktu w 1997, a Sybase zwrócił się do firmy zewnętrznej o opracowanie niezależnego pakietu, co było jednak nieprzekonującym rozwiązaniem.

### 1996 i 1997: Problemy wewnętrzne
Pomimo że technologicznie Informix przewodził na rynku baz danych, przed końcem 1996 roku pojawiły się opóźnienia w wydawaniu nowych wersji produktu. Trapiony technicznymi i marketingowymi problemami nowy produkt do tworzenia aplikacji, Informix-NewEra, szybko został zepchnięty w cień przez rozwijający się język programowania Java. Michael Stonebraker obiecywał, że technologia Illustra mogłaby być zintegrowana w ciągu roku od nabycia pod koniec 1995, ale tak jak przewidywał Gartner Group integracja wymagała więcej niż dwóch lat. Na początku 1997 niezadowolony z nowego kursu firmy główny architekt XPS Gary Kelley nagle zrezygnował i dołączył do odwiecznego rywala Oracle Corporation, zabierając 11 swoich deweloperów ze sobą. Skończyło się to tym, że Informix pozwał Oracle aby zapobiec utracie tajemnic handlowych.

### 1997: Błędy w zarządzaniu
Błędy w marketingu i niefortunne zarządzanie przesłoniły techniczne sukcesy Informixa. 1 kwietnia 1997 Informix musiał ogłosić, że przychody za pierwszy kwartał są niższe od oczekiwań o 100 milionów dolarów.
Prezes Phillip White był obwiniany o niedostateczne koncentrowanie się na podstawowej działalności bazodanowej oraz poświęcanie zbyt wielu zasobów technologii obiektowo-relacyjnej. Wystąpiły duże straty operacyjne i redukcja zatrudnienia. Informix skorygował swoje dochody z lat 1994-1996. Znaczne kwoty dochodów wykazanych w połowie lat 90. pochodziła ze sprzedaży licencji partnerom, którzy nie sprzedali ich użytkownikom końcowym; ta i inne nieprawidłowości doprowadziły do zawyżenia dochodów o ponad 200 milionów dolarów. Już po odejściu White’a w lipcu 1997, firma nadal borykała się z nieprawidłowościami księgowymi, ponownie korygując przychody na początku 1998.

#### Następstwa złego zarządzania
Pomimo że zarzuty złego zarządzania nadal prześladowały firmę Informix, możliwości Informix Dynamic Server (IDS) stawały się coraz większe. Wybrano również nowe kierownictwo. Fragment z PC Magazine z 22 września 1998 artykułu na temat czołowych 100 firm zmieniających sposób w jaki przetwarzamy dane:
...Informix walczy z Oracle na arenie obiektowo-relacyjnej poprzez rozszerzenie swojego sztandarowego produktu Informix Dynamic Server za pomocą Universal Data Option. Po burzliwym roku w którym nastąpił problematyczny audyt, Robert Finnocchio został mianowany nowym prezesem w Menlo Park, Kalifornia. Wraz z przychodami w roku 1997 w wysokości 662,3 milionów dolarów Informix zaczął wzmacniać swoją pozycję na rynku baz danych.
W listopadzie 2002 Phillip White, były prezes Informixa wyrzucony w 1997, został oskarżony przed sądem federalnym pod ośmioma zarzutami oszustw dotyczących obrotu papierami wartościowymi. W ugodzie sądowej trzynaście miesięcy później przyznał się do jednego zarzucanego mu czynu sfałszowania pisma o rejestracji i dopuszczeniu do obrotu amerykańskiej komisji papierów wartościowych United States Securities and Exchange Commission.
W maju 2004 Departament Sprawiedliwości skazał White’a na dwa miesiące więzienia federalnego za oszustwa giełdowe, grzywnę w wysokości 10 000 dolarów, oraz dwuletni okres nadzoru kuratorskiego i 300 godzin prac społecznie użytecznych. W wyroku stwierdzono, że kwota strat poniesionych przez akcjonariuszy wynikłych z naruszenia prawa nie mogą być oszacowane na podstawie dowodów przedstawionych w sprawie . Wcześniejsza ugoda White’a ograniczyła okres więzienia do nie więcej niż 12 miesięcy.
Niemiecki obywatel i rezydent Walter Königseder, będący wiceprezesem odpowiedzialnym za operacje w Europie, był również poszukiwany przez ławę przysięgłych, ale Stany Zjednoczone nie były w stanie uzyskać jego ekstradycji.
W listopadzie 2005 ukazała się książka opisująca szczegóły wzlotu i upadku Informixa i jego prezesa Phila White’a. Napisana przez długoletniego pracownika Informixa Prawdziwa historia Informixa i Phila White’a: Lekcje biznesu i zarządzania dla wyższej kadry kierowniczej  jest relacją osoby z kierownictwa firmy, pokazującą szczegółową chronologię początkowego sukcesu, końcowej porażki i tego jak prezes Phil White skończył w więzieniu.

### 2001: Inne nabytki
Począwszy od roku 2000 przez kilka kolejnych lat, najważniejsze wydarzenia w historii Informixa nie koncentrują się już na jego technologicznych innowacjach. W tym roku w marcu Informix nabył Ardent Software, firmę która już posiadała swoją historię fuzji i przejęć. Ta akwizycja dodała technologię wielowymiarowych motorów UniVerse i UniData (razem określanych jako U2) do już i tak obszernej listy posiadanych wówczas motorów bazodanowych. Lista ta zawierała nie tylko produkty o rodowodzie Informixowym, ale też silnik dla hurtowni danych Red Brick i napisany w 100% w Javie silnik SQL Cloudscape (który później został włączony do implementacji referencyjnej J2EE).
Przed zakupem Informixa przez IBM jego linia produktowa zawierała:
- Informix C-ISAM – ostatnia wersja oryginalnej bazy Marathon
- Informix SE – prosty silnik bazy danych do osadzania w aplikacjach
- Informix OnLine – sprawny system do obsługi baz średniej wielkości
- Informix Extended Parallel Server (XPS, V8) – wysokiej klasy wersja dla dużych rozproszonych instalacji
- Informix Universal Server (V9) – połączenie silnika OnLine z wersji 7 z rozszerzeniami obiektowymi i technologią DataBlade od Illustra
- Informix-4GL – Język czwartej generacji dla tworzenia aplikacji
- Red Brick Warehouse – produkt dla hurtowni danych
- Cloudscape – SZBD napisany w całości w Javie, mieszczący się w urządzeniach przenośnych z jednej strony i obsługujący architekturę J2EE z drugiej. W 2004 Cloudscape został przez IBM przekazany na zasadach Open Source do Apache Software Foundation pod nazwą Derby.
- Zestaw U2: UniVerse i UniData – wielowymiarowe bazy oferujące sieciowe, hierarchiczne, tablicowe i inne typy danych trudne do zamodelowania w SQL

### Przejęcie Informixa przez IBM
W lipcu 2000 były prezes Ardenta Peter Gyenes zostaje prezesem Informixa, i wkrótce reorganizuje go tak by stał się bardziej atrakcyjny jako cel do nabycia. Najważniejszym krokiem było oddzielenie technologii bazodanowych od narzędzi i aplikacji.
W kwietniu 2001 IBM, zachęcony sugestią ze strony Wal-Mart (największy klient Informixa) skorzystał z tej reorganizacji, kupił od Informixa technologię bazodanową, markę, plany dalszego rozwoju (wewnętrzny projekt o nazwie kodowej „Arrowhead”), oraz bazę ponad 100 000 klientów. Pozostała część firmy, obejmująca narzędzia i aplikacje, zmieniła nazwę na Ascential Software. W maju 2005 IBM kupił Ascential, ponownie łącząc aktywa Informixa w ramach działu IBM-a o nazwie Information Management Software.

### Obecne plany
IBM ma długoterminowe plany zarówno dla Informixa, jak i DB2 w których obydwie bazy dzielą się ze sobą technologiami. Na początku roku 2005 IBM wydał wersję 10 Informix Dynamic Server (IDS). IDS 11 (v11.10, nazwa kodowa „Cheetah”, czyli z ang. gepard) stała się ogólnie dostępna od 6 lipca 2007. Publiczna dostępność produktu została oficjalnie ogłoszona w Leneksa, KS 12 lipca 2007.
IBM wydał również wersję IDS 11.5 (nazwa kodowa „Cheetah2") w maju 2008. Rozszerzyła ona IDS o cechy zapewniające nieprzerwaną wysoką dostępność i ułatwienia dla programistów aplikacyjnych.

## Szkolenie i certyfikacja
Lista szkoleń IBM na stronie  zawiera kompletny zestaw najważniejszych kursów szkoleniowych dotyczących baz danych Informixa. Kursy te poruszają wiele istotnych koncepcji Informixa, oraz SQL od zagadnień podstawowych do zaawansowanych.